# Turčianske Jaseno
Turčianske Jaseno és un poble i municipi d'Eslovàquia que es troba a la regió de Žilina, al centre-nord del país. El 2023 tenia 470 habitants.

## Demografia
| Godina             | 1994 | 2004   | 2014   | 2024    |
| ------------------ | ---- | ------ | ------ | ------- |
| Nombre de persones | 346  | 354    | 365    | 478     |
| Diferència         |      | +2,31% | +3,10% | +30,95% |

| Godina             | 2023 | 2024   |
| ------------------ | ---- | ------ |
| Nombre de persones | 470  | 478    |
| Diferència         |      | +1,70% |